# Cresson de fontaine
Nasturtium officinale · Cresson officinal
Pour les articles homonymes, voir Cresson (plante).
Espèce
Classification phylogénétique
Statut de conservation UICN

 LC  : Préoccupation mineure
Le Cresson de fontaine ou Cresson officinal (Nasturtium officinale) est une espèce de plantes potagères de la famille des Brassicaceae. Il ne faut pas le confondre avec d’autres « cressons », comme le cresson de terre (Barbarea verna) et le cresson alénois ou passerage (Lepidium sativum), ces deux dernières espèces poussant dans les lieux secs.

## Phytonymie

### Noms communs
Cresson, cresson d’eau, cresson de fontaine, cresson de ruisseau, grasson[réf. nécessaire], parfois faussement appelé cardamine ou berle. À Madagascar, le cresson de fontaine s'appelle anandrano.
Une personne qui cultive le cresson est un cressiculteur.

### Étymologie
Le nom générique Nasturtium est formé sur les termes latins nasum, nez, et torquere, tordre, grimacer, par allusion à la saveur piquante du cresson.
Le terme « cresson » est issu d'un mot francique kresso de même sens, postulé d'après l'allemand Kresse, altéré par métathèse en « kerson » vers 1170.

## Description morphologique

### Appareil végétatif
Le cresson de fontaine est une plante vivace qui forme des pousses rampantes au fond de l’eau, puis des tiges creuses qui se dressent hors de l’eau à l’extrémité des rameaux. Les tiges sont étalées, voire couchées sur le sol ou sur les plans d’eau. Elles peuvent dépasser deux mètres de long. Elles émettent facilement des racines adventives au niveau des nœuds. Les feuilles émergentes sont pennées et charnues, alternes, vert foncé, munies d’un long pétiole. Elles sont composées de cinq folioles ovales plus ou moins arrondies, la foliole terminale étant plus grande que les autres.
À l’aisselle des feuilles peuvent apparaître des bulbilles, qui se détachent et donnent naissance à de nouvelles plantes.

### Appareil reproducteur
Les petites fleurs blanches (5-6 mm) à anthères jaunes apparaissent en grappes terminales tout l’été, de juin à septembre. Le fruit est une silique de 1 à 2 cm de long, linéaire ou linéaire-oblongue, terminée par un style épais, à valves sans nervures. La silique renferme de petites graines brun rouge, ovales, sur deux rangs dans chaque loge de la silique.

## Composition chimique
Apports énergétiques pour 100 grammes :  17 kcal soit 71 kJ[réf. nécessaire]
| Composant | %    |
| --------- | ---- |
| Eau       | 93,1 |
| Glucides  | 2,0  |
| Protides  | 1,5  |
| Lipides   | 0,3  |
| Fibres    | 2,0  |

| Minéraux  | mg/100g | Vitamine      | mg/100g |
| --------- | ------- | ------------- | ------- |
| Potassium | 304     | Vitamine C    | 60      |
| Phosphore | 53      | Provitamine A | 2,9     |
| Calcium   | 160     | Vitamine B1   | 0,1     |
| Magnésium | 20      | Vitamine B2   | 0,1     |
| Soufre    | 130     | Vitamine B3   | 0,4     |
| Sodium    | 42      | Vitamine B5   | 0,2     |
| Bore      | 0,1     | Vitamine B6   | 0,1     |
| Fer       | 3       | Vitamine B9   | 0,2     |
| Cuivre    | 0,06    | Vitamine E    | 1,2     |
| Zinc      | 0,4     | Vitamine K    | 0,25    |
| Manganèse | 0,4     |               |         |

Il y a présence de dérivés soufrés (des glucosinolates, qui sous l’action d’une enzyme présente dans la plante, la myrosinase, se transforment en phénéthyl-isothiocyanate ou PEITC, substance de saveur piquante et ayant un effet anti-cancer) qui explique la teneur en soufre du cresson, valeur bien supérieure à celle des choux, pourtant considérés comme des légumes chargés en substances soufrées.

## Répartition et habitat

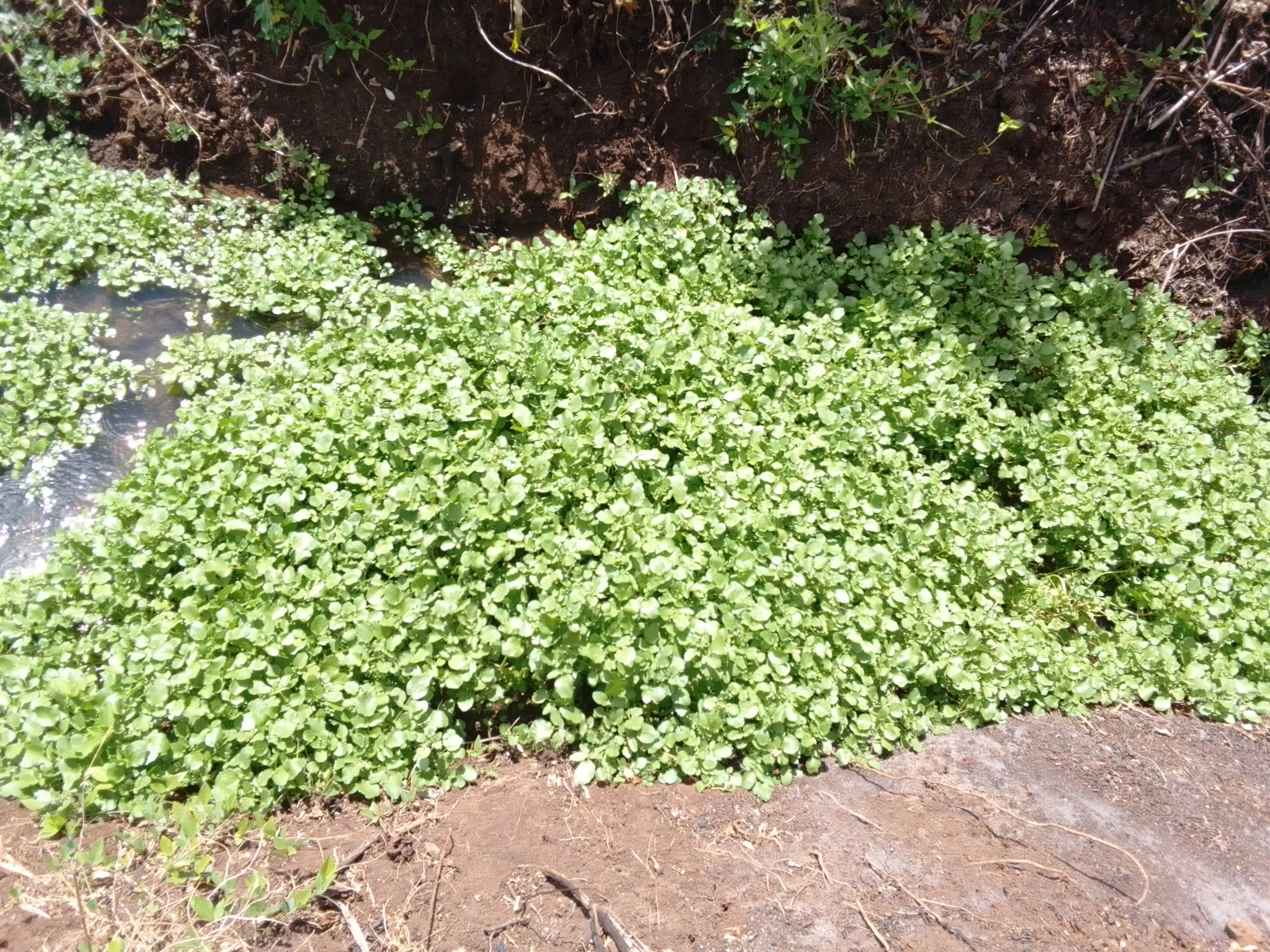
Cresson dans son milieu naturel.

C’est une plante remarquable par ses capacités de reproduction végétative. Elle peut vivre en milieu aquatique sans aucune attache avec le sol.
L’aire d’origine de cette espèce couvre une très vaste zone, incluant l’Europe, l’Asie jusqu’à la Chine au nord et au Pakistan au sud, et l’Afrique du Nord. Les sources d’eau qui ne gèlent pas totalement durant l’hiver sont les lieux naturels privilégiés où pousse le cresson de fontaine.
Elle s’est largement naturalisée, étant cultivée un peu partout. L'espèce est évaluée comme non préoccupante aux échelons mondial, européen et français.
La consommation du cresson est très ancienne. C’était autrefois principalement une plante de cueillette utilisée d'abord pour les vertus médicinales de ses feuilles en rosettes.
C’est une plante herbacée vivace des milieux humides et aquatiques (mares, étangs, ruisseaux). Il lui faut une eau claire et peu profonde, non acide, à courant lent. Elle est considérée comme caractéristique de l'association végétale Glycerio-Sparganion (Végétation de ceinture des bords des eaux, bordures à Calamagrostis des eaux courantes).
Elle pousse de 0  à   2 000 m d’altitude.

## Taxonomie
Cette espèce présente plusieurs appellations scientifiques non retenues, par exemple :
- Nasturtium nasturtium-aquaticum (L.) H. Karst.
- Radicula nasturtium Cav.
- Radicula nasturtium-aquaticum (L.) Rendle & Britten
- Rorippa nasturtium Beck
- Rorippa nasturtium-aquaticum (L.) Hayek
- Sisymbrium nasturtium Thunb.
- Sisymbrium nasturtium-aquaticum L.

## Culture

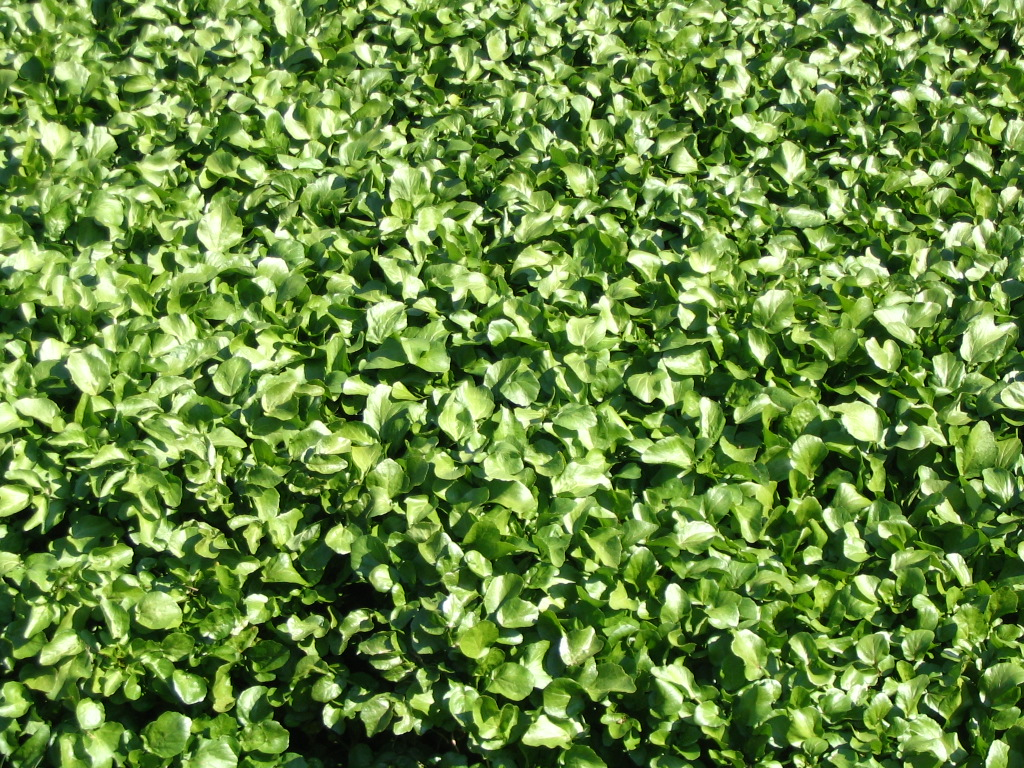
Cresson des fontaines au printemps.

Le cresson de fontaine se cultive dans des cressonnières (terme attesté depuis 1286 même si la culture contrôlée est attribuée à l'allemand Nicolas Messinger au XVIIe siècle), c'est-à-dire dans des bas-fonds de quelques ares voire dizaines d'ares composés de fosses remplies d’eau non stagnante et alimentées par des puits artésiens. Semé en pépinière dans un terreau maintenu à l’humidité ou en pleine terre « à la volée » c'est-à-dire sur la vase nivelée et humidifiée par un léger filet d'eau de quelques millimètres, le cresson peut se développer, être repiqué et être récolté environ trois mois après le semis et un mois après le repiquage.
Sa culture dans des « cressonnières » ne se développe en France qu'au XIXe siècle à partir de son importation d'Allemagne. C'est en 1811 que la première cressonnière est créée par J. Cardon à Avilly Saint Léonard (Oise). Les principaux centres de culture en France, se situent en Picardie, en Île-de-France (notamment à Méréville dans l’Essonne qui produit 40 % du cresson cultivé, Méréville se revendiquant comme la capitale du cresson) et dans le Nord Pas-de-Calais (vallée de la Lys). La culture aquatique permet de récolter du cresson en plein hiver, au moment où les autres salades ne produisent plus.
La machine à couper le cresson apparaît en 1960.
En 2020, la production française de cresson, principalement concentrée en Île-de-France, s'élève à moins de 10 000 tonnes par an.
Les principales variétés sont :
- Cresson de fontaine amélioré à larges feuilles ;
- Cresson de fontaine Le Blond amélioré à larges feuilles du Pas-de-Calais ;
- Cresson de fontaine Bilbet ;
- Cresson petit vert ;
- Cresson gros vert.

Le cresson de fontaine est susceptible de subir les attaques de divers organismes vivants :
- Altises ;
- Mouche du cresson ;
- Mildiou des crucifères ;
- Maladie des racines tordues.

## Utilisation

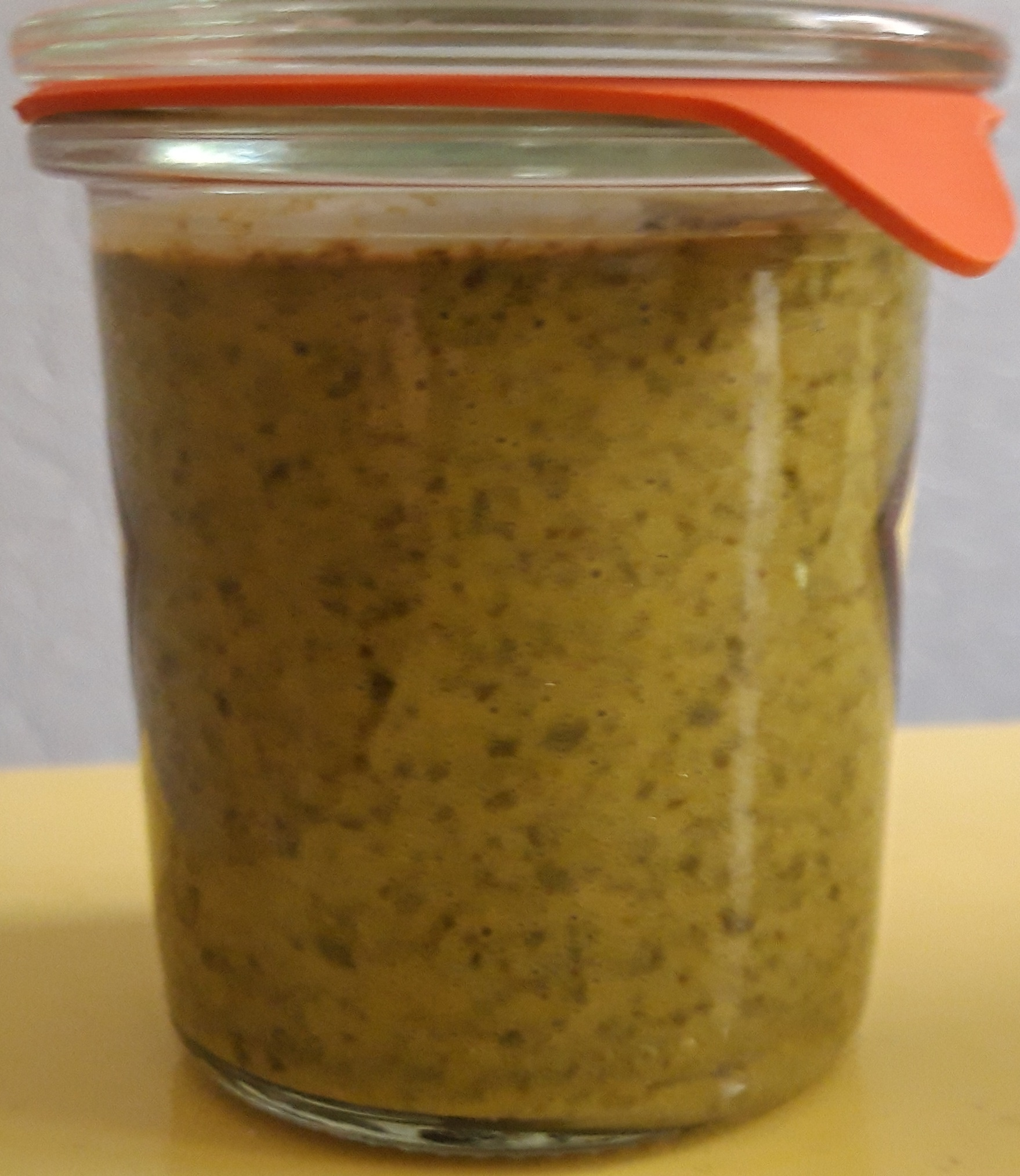
Bocal de terrine de cresson.

Le cresson de fontaine peut être consommé cru, le goût piquant de cette plante rappelle un peu celui du radis blanc. Il est cependant fortement déconseillé de manger du cresson sauvage cru, celui-ci pouvant abriter la douve du foie (Fasciola hepatica), dangereux ver parasite à l’origine d’une grave maladie du foie : la distomatose, aussi appelée fasciolose. Le cresson de fontaine frais peut être utilisé, lorsqu’il est haché, de la même façon que le persil, dans les salades, soupes, et sur les pommes de terre grillées.
Le cresson peut également être pris sous forme de jus à boire juste avant les repas. Il est également présenté en flacons ou en ampoules buvables dans les parapharmacies ou magasins de diététique.
Le cresson de fontaine est considéré comme le contre-poison de la nicotine.
On peut également consommer ses feuilles cuites comme celles des épinards. A la Réunion, il est appelé brède cresson.

## Anecdotes et croyances populaires
Des écrits anciens révèlent que depuis la plus haute Antiquité, les hommes ont reconnu les qualités alimentaires et pharmaceutiques du cresson appelé alors « santé du corps » grâce à sa richesse en vitamines et oligo-éléments. Ils lui attribuaient des vertus magiques et le faisaient entrer dans la préparation de philtres. Xénophon raconte que lorsque les jeunes Perses allaient à la chasse, ils se contentaient d’eau et de pain assaisonné de cresson.
Le cresson de fontaine était réputé chez les Romains qui en mangeaient de grandes quantités, notamment parce qu’ils croyaient que cette plante pouvait prévenir la calvitie et qu’elle stimulait l’activité de l’esprit. Les Grecs affirmaient que le cresson pouvait « redonner raison aux esprits dérangés » et atténuer les effets de l’ivresse. Dioscoride, au Ier siècle, lui trouve des vertus aphrodisiaques et, au Moyen Âge, on pense qu’il agit comme antidote des philtres.
Au Moyen Âge, il faisait partie des plantes potagères recommandées dans le Capitulaire De Villis, rentrant notamment dans la confection des soupes campagnardes. Satisfait d’une salade de cresson que les habitants de Vernon lui avaient offerte, saint Louis leur accorda de le faire figurer dans leurs armoiries.
En Grande-Bretagne, selon la croyance populaire toujours, une jeune fille qui, le 24 mars, sème une ligne de cresson et une ligne de laitue, peut connaître le caractère de son futur mari : il sera doux et conciliant si la laitue pousse en premier, mais si c’est le cresson, il sera exigeant et parfois violent.[réf. nécessaire]

## Calendrier républicain
- Le cresson voit son nom attribué au 17e jour du mois de brumaire du calendrier républicain ou révolutionnaire français[14], généralement chaque 7 novembre du calendrier grégorien.